# Hum Kaun Hai?
Pour plus de détails, voir Fiche technique et Distribution.
Hum Kaun Hai? est un film d'horreur du cinéma indien, en langue hindoue, réalisé en 2004, par Ravi Shankar Sharma. Le film met en vedette Dimple Kapadia,  Amitabh Bachchan et Dharmendra. Il s'agit d'un remake du film américain Les Autres, avec Nicole Kidman. Le film est un échec au box-office.

## Synopsis
Après la disparition mystérieuse de sa bonne, de son majordome et de son jardinier, Sandra Williams, l'épouse du major Frank, qui vit dans une maison palatiale avec deux enfants, Sara et David, écrit une lettre à l'agence locale pour l'emploi afin de trouver des remplaçants. Martha Pinto, Edgar et Maria (une femme muette) postulent pour ces postes vacants. Sandra les engage et fait également savoir que les yeux de ses enfants souffrent d'une maladie qui pourrait les endommager par la lumière du soleil, d'où la nécessité de tirer les rideaux à tout moment. De plus, tout bruit fort lui donne des migraines, donc tout le monde doit rester silencieux, il n'y a pas d'électricité et tout le travail doit être fait pendant la journée, et toute la maison est éclairée à la bougie. Le personnel s'affaire à son travail, et c'est alors que Sarah dit à sa mère qu'elle a remarqué d'autres personnes dans la maison qui ne sont visibles que pour elle, et elle fait le dessin d'un homme, d'une femme (sa femme), de leur fils, Vicky, et d'une femme âgée dotée de pouvoirs magiques. Sandra ne la croit pas, mais lorsqu'elle commence à sentir la présence de quelqu'un chez elle, ainsi qu'à entendre des bruits, elle décide d'enquêter. Elle découvre que la lettre qu'elle avait envoyée à l'agence pour l'emploi se trouve toujours dans la boîte aux lettres. Elle doit maintenant découvrir comment Martha, Edgar et Maria ont eu connaissance des postes vacants et de la présence d'un album contenant les photos de personnes décédées. Les événements échappent à son contrôle et la conduisent, ainsi que Sara et David, à faire face à d'autres personnes invisibles dans cette maison.

## Fiche technique
Sauf indication contraire, les informations mentionnées dans cette section peuvent être confirmées par la base de données cinématographiques IMDb,  présente dans la section « Liens externes ».
- Titre : Hum Kaun Hai?
- Réalisation : Ravi Shankar Sharma
- Scénario : Talat Rekhi
- Langue : Hindi
- Genre : Film d'horreur
- Durée : 119 minutes (1 h 59)
- Dates de sorties en salles :
  -  Inde : 3 septembre 2004

## Distribution
- Amitabh Bachchan:  Frank James Willams/ Major Frank John Willams (Double rôle)
- Dharmendra : Virendra Viru
- Dimple Kapadia : Sandra Willams
- Moushumi Chatterjee (en) : Marthaa Pinto
- Seema Rahmani (en) : Maria
- Abhijit Lahiri (en) : Edgar
- Hansika Motwani : Saraha William
- Maître Rehmaan : David
- Vikram Gokhale (en) : Patron de Virendra (Caméo)
- Suhasini Mulay (en) : Anita (Apparition spéciale)
- Prem Chopra : Mari d'Anita (Apparition spéciale)
- Maître Vicky : Vicky (Apparition spéciale)